# Marika Herzog
Marika Herzog (* 7. August 1986) ist eine deutsche Comiczeichnerin, die auch unter den Pseudonymen Chasm und Demoniacalchild publizierte.

## Werdegang und Werk
Als erste kommerzielle Veröffentlichung von Herzog erschien 2008 der Band Legacy of the Ocean bei Carlsen Manga. Es folgte die Serie Grimoire bei Comic-Culture-Verlag und danach die in Zusammenarbeit mit Michel Decomain entstandene Geschichte Demon Lord Camio bei Egmont Manga. Diese wurde durch Demon King Camio in zwei Bänden fortgesetzt. Für ihre 2018 bei Egmont erschienene Boys-Love-Geschichte Whispering Blue erhielt Herzog den AnimaniA Award in der Kategorie „Bester Manga national“. 2019 wurde sie für das selbstverlegte Capacitas mit dem Deutschen Phantastik Preis in der Kategorie „Bester deutschsprachiger Comic“ ausgezeichnet. Seit 2023 erscheint ihre im Auftrag des französischen Verlags Ankama entstandene Serie Sleepy Boy, die auf Deutsch bei Altraverse herausgegeben wird und auf Italienisch von Star Comics.
Neben ihren Serien und Einzelbänden trug Herzog auch diverse Beiträge zu Anthologien bei.

## Bibliografie
- Legacy of the Ocean (2008, 1 Band bei Carlsen Manga)
- Grimoire (2009–2013, 4 Bände bei Comic-Culture-Verlag)
- Demon Lord Camio (2014 mit Michel Decomain, 1 Band bei Egmont Manga)
- Demon King Camio (2015–2016, 2 Bände bei Egmont Manga)
- Whispering Blue (2018, 1 Band bei Egmont Manga)
- Sleepy Boy (seit 2023, 2 Bände bei Altraverse)

Selbstverlag
- The Beginning (2017, Artbook)
- Capacitas (2018–2019, 2 Bände)